# 浦田勝
浦田 勝（うらた まさる、1925年6月20日 - ）は、日本の政治家。自由民主党熊本県支部連合会顧問。元参議院議員（2期）。元熊本県議会議員（6期）。田中派。

## 来歴・人物
- 1925年（大正14年） - 熊本県玉名郡岱明町（現在の玉名市）生まれ。
- 1943年（昭和18年） - 海軍航空隊に入隊、鹿児島で飛行予科練習生として訓練を受ける。
- 1945年（昭和20年） - 4月、大神訓練基地に配属。回天の搭乗員として操縦訓練を続けるも出撃前に終戦を迎える[1]。
- 九州学院高等学校卒業後、日本大学通信教育部中退。
- 1959年（昭和34年） - 熊本県議会議員。以後6期務める。
- 1972年（昭和47年） - 第33回衆議院議員総選挙熊本1区落選
- 1976年（昭和51年） - 第48代熊本県議会議長[2]。
- 1981年（昭和56年） - 秋の褒章で藍綬褒章受章[3]。
- 1983年（昭和58年） - 第13回参議院議員通常選挙熊本県選挙区初当選。
- 1987年（昭和62年） - 皇民党事件では、ほめ殺しの中止を依頼した議員の一人として名前が挙がった。
  - 11月 - 竹下内閣労働政務次官。
- 1989年（平成元年） - 第15回参議院議員通常選挙落選。
- 1992年（平成4年） - 第16回参議院議員通常選挙では、無所属ながらも返り咲く。
- 1994年（平成6年） - 農林水産委員会委員長。
- 1995年（平成7年） - 決算委員会委員長。
- 1997年（平成9年） - 災害対策特別委員長。
- 1998年（平成10年）7月 - 第18回参議院議員通常選挙で、自民党熊本県連は2議席独占を狙って現職の浦田に加え、新人の木村仁を擁立。保守票が分裂し、民主党の本田良一が当選し、浦田は落選した。この結果に浦田を支援した農業関係団体が反発、当時の県連会長が辞職に追い込まれた。
- 同年11月3日 - 秋の叙勲で勲二等に叙され、旭日重光章を受章する[4][5]。
- 1999年（平成11年） - JA熊本果実連会長。
- 2004年（平成16年） - 日本園芸農業協同組合連合会・日本果樹種苗協会会長。

## 家族
- 三女-祐三子（元熊本県議会議員・自民党熊本県連女性部長）